# Додаткова валюта

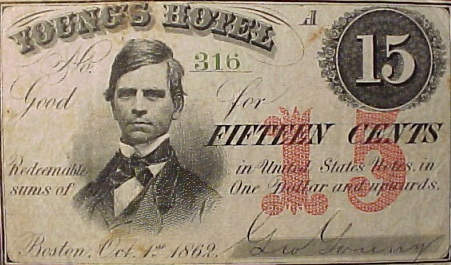
15 центів, випущені готелем Юнг в Бостоні

Додаткова валюта — валюта, яка за угодою певного кола осіб може доповнювати або заміняти національну валютну систему. Термін охоплює регіональну валюту, приватні гроші і валюту спільнот.

## Цілі запровадження
Додаткові валюти часто розробляються спеціально для вирішення конкретних питань або проблем, а введення більшості з них переслідує декілька цілей і спрямоване на вирішення кількох питань. Додаткова валюта може бути корисна для громад, які не мають доступу до фінансового капіталу, а також для корегування витрат населення. У 2006 році Всесвітня база даних Додаткових валютних систем в річному звіті представила результати дослідження 150 систем. Цілі введення 94 з них полягали в поліпшення кооперації, розвитку малого та середнього підприємництва, активізації місцевого ринку, зниженні потреби в національній валюті, і розвитку громад. Основною метою додаткової валюти є не одержання високого прибутку, а з'єднання «невикористаного ресурсу з незабезпеченою потребою».

## Прихильники запровадження додаткової валюти
Прихильниками додаткової валюти є бельгійський екс-банкір Бернард Ліетер британський економіст Хейзел Хендерсон, голландець Хенк ван Аркель (глава STRO), Едгар Камперс і Роб ван Хілті (ініціатори Qoin), Маргріт Кеннеді, Майкл Лінтон, Едгар Кан (винахідник Банку часу), і багато інших. Бернард Ліетер стверджує, що національні валюти є недостатніми для світових бізнес-потреб, посилаючись на те, що за останні 20 років у 87 країнах відбулися серйозні валютні кризи. На думку Ліетера, додаткова валюта є способом захисту від проблем подібного роду. На конференції Міжнародної асоціації бартерної торгівлі (IRTA) Ліетер теж саме говорив і про бартер.

## Особливості додаткової та альтернативної валюти
Додаткова валюта — валюта, призначена, щоб використовуватися як доповнення до іншої валюти, як правило, національної валюти. Додаткова валюта іноді іменується додатковою валютою спільноти або просто валютою спільноти. Причиною тому служить те, що область ходіння додаткової валюти в переважній більшості випадків обмежується конкретною спільнотою. Є, однак, деякі додаткові валюти, які є регіональними або глобальними, такі як  Community Exchange System ,  WIR  і Friendly Favors, або запропонована глобальна земельна валюта.
Термін «додаткова валюта» включає широку групу обмінних систем, валют або скрипів, розроблених, щоб використовуватися в поєднанні зі стандартною валютою або іншими додатковими валютами. Додаткова валюта може бути оцінена і обміняна на національну валюту, але також може функціювати як і засіб обміну сама по собі. Додаткові валюти лежать поза межами національних законних платіжних засобів і не використовуються як такі. Як і у випадку з національними валютами, системи додаткової валюти різняться між собою обмінним курсом, областю звернення і можливістю використання в поєднанні з іншими валютами.
Деякі додаткові валюти базуються на стані реальних ресурсів (золото, нафту, послуг і т. д.) і змінюються в залежності від їх коливань. Погодинна валюта являє собою час, необхідний для виконання послуги в годинах, не беручи в розрахунок потенційну ринкову вартість виконання послуги. У деяких додаткових валютах використовується система негативного відсотка (демередж). Це стимулює ринковий обмін валюти і примушує відмовитися від додаткової валюти як засобу зберігання капіталу.
Валютні спекуляції та азартні ігри, як правило, не входять у концепцію додаткових валют. Додаткові валюти часто навмисно обмежені в регіональному поширенні, часі дії, секторі використання і колі осіб, які можуть користуватися валютною системою.
У тому випадку, якщо валюта використовується паралельно з національною валютною системою, така валюта може називатися додатковою або комплементарною. Альтернативна валюта — будь-яка валюта, використовувана як альтернатива домінуючим національним або багатонаціональним валютним системам (фіатні гроші). Альтернативні валюти можуть бути створені фізичною особою, корпорацією або організацією, вони можуть бути також випущені державою або регіональними органами влади. Альтернативна валюта також може виникнути і природним шляхом, коли люди починають використовувати певний товар як засіб обміну. Взаємний кредит — одна з форм альтернативної валюти. Будь-яка форма кредитування, яка не проходить через банківську систему, може вважатися однією з форм альтернативної валюти.
Одним з типів альтернативної валюти є так звані Банки часу, які вперше виникли в 1970-ті роки в Японії і в 1980-ті з'явилися у Великій Британії. Їх суть полягає в тому, що за кожну годину волонтерської допомоги на рахунок у банку часу волонтеру нараховується 1 розрахункова одиниця, яку можна обміняти на послуги іншого учасника системи, якому вона передається. Ще одним типом альтернативних грошових систем є бартер. Фактично він являє собою систему, всередині якої відбувається обмін конкретними предметами або послугами без використання будь-якої з валюти. У 1982 році була створена найбільш поширена додаткова валютна система — Торгова система місцевого обміну, яка впорядковує обмін товарами і послугами між членами кооперації. Прикладом інвестиційної системи додаткової валюти може служити система Automatic Social Financial Network (ASFN) і міжнародна краудсорсинг-краудфандингова спільнота «Еволюція РА», члени якого мають можливість використовувати власну додаткову віртуальну валюту «кібер-золото». Вступні внески в національній валюті, отримані від нових членів спільноти, в подальшому спрямовуються на інвестування різних торгових, фінансових та мережної проектів. Учасники системи можуть зробити обмін «кібер-золота» на національну валюту у зворотному напрямку, але також є можливість здійснювати покупки й оплачувати послуги всередині самої системи, використовуючи валюту спільноти.
У Бразилії після приватизації промислової галузі мобільних телефонів і відрахування з неї 1 % доходу в сферу освіти, був створений фонд у розмірі 3 млрд реал (1 млрд доларів), кошти якого уряд мав намір направити в сектор освіти. Професор Бернар Ліетаер в 2004 році висунув пропозицію про введення спеціальної ваучерної системи і секторальної валюти, яка б дозволяла населенню оплачувати здобуття вищої освіти. За задумом Ліетаера, валюта «Сабер» повинна видаватися кожному школяреві у віці 7 років, а по досягненню 17 років нею можна частково оплатити навчання у ВНЗ. Валюта має високий негативний відсоток, кожен рік при зберіганні знецінюючись на 20 %. Деякі фахівці вважають, що схема додаткової валютної системи «Сабер» в 10 разів ефективніше, ніж прямі дотації у сферу освіти країни.
У 2009 році була створена електронна пірінгова платіжна система (або криптовалюта) Bitcoin, що надає можливість анонімного зберігання і переказу коштів. Принцип мережі і відсутність адміністративного центру унеможливлює державне регулювання і маніпуляції курсом шляхом зміни грошової маси. Дані про переміщення грошових коштів є публічними і зберігаються в розподіленої БД. Неможливо розпоряджатися чужими коштами і витратити одні й ті ж засоби двічі: для забезпечення безпеки використовуються криптографічні методи, тобто шифрування. Емісія біткойна алгоритмічно обмежена, обов'язкових комісійних зборів не передбачено. Учасники можуть добровільно включати в платіж довільну суму комісійного збору, подаючи на вхід транзакції більше коштів, ніж на вихід, що підвищує пріоритет обробки такої транзакції. Комісійний збір дістається вузлу, що згенерував блок з такою транзакцією. Цифрові «монети» Біткойна приймаються в обмін на мережні послуги і реальні товари. Багато організацій приймають пожертвування в цій валюті. Трейдери обмінюють біткойн на різні валюти (долари США, рублі, японські єни та інші) на онлайн-біржах.

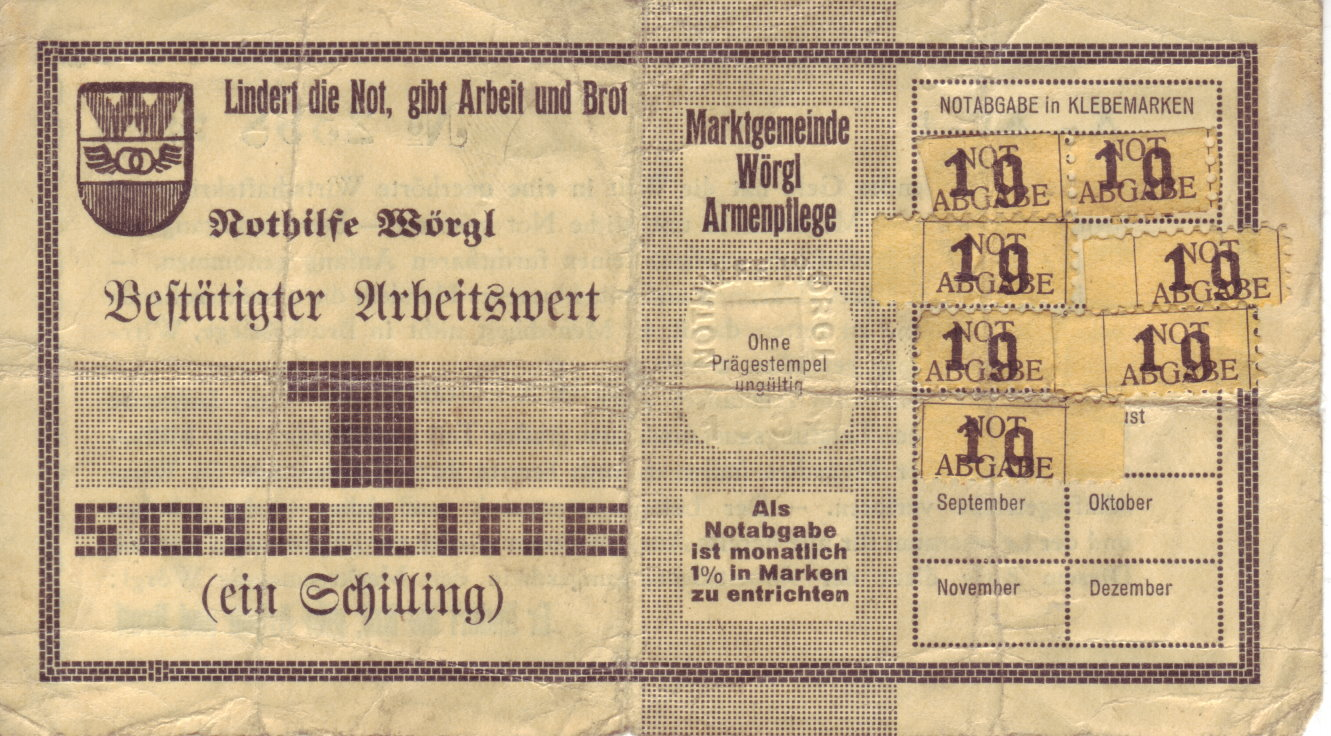
Один шилінг міста Вергль

Деякі альтернативні валюти швидко знецінюються, що збільшує грошово-кредитне звернення. «Чудо Вергля» — експеримент, який показав потенціал вільних грошей, введених в обіг в невеликому австрійському містечку Вергль. Місцеві валюти також мають перевагу у вигляді того, що вони не можуть бути витрачені за кордоном, а значить валюта завжди продовжує циркулювати в первісному регіоні, приносячи користь лише місцевій економіці. З іншого боку, неможливість витратити місцеву валюту поза регіону її ходіння є для багатьох незручністю.
Вважається, що альтернативні валюти можуть працювати як противагу місцевої економіки. Їх активність підвищується в тому випадку, якщо місцева економіка сповільнюється, а при збільшення її темпів — активність альтернативної валюти природним шляхом сповільнюється. Між тим, професор Ніколаус Лойфер вважає, що використання місцевих валют, таких як вільні гроші, може підвищити активність місцевої економіки лише на нетривалий період часу. На думку Лойфер, тривале використання місцевої валюти в кінцевому рахунку призведе до зниження в активності економічної діяльності дестабілізації економіки в цілому.

## Ставлення влади та оподаткування
Коли почалася перша хвиля створення додаткових грошових систем (1930-ті роки), влада багатьох країн спробувала цьому перешкодити. В 1931 році була заборонена регіональна валюта міста Шваненкірхен, а в 1933 році під заборону потрапила і грошова система Вергля. Аналогічні заходи вживалися і у Франції. Між тим, швейцарська валюта WIR, випущена в обіг в 1934 році, збереглася і донині. За деякими оцінками, у 2000-х років діяло від 3 до 5 тисяч різних додаткових валютних систем.
При використанні альтернативних і додаткових валют часто виникають проблеми зі сплатою податків. Деякі альтернативні валюти вважаються вільними від податку, але більшість з них повністю ним обкладаються, як національна валюта. Між тим, вимоги податкового законодавства дозволяють оплачувати податок лише в національній валюті. Законність і податковий статус альтернативних валют значно різняться від країни до країни; деякі діючі системи однієї країни в іншій державі є нелегальними.